# 藤村延魚
藤村 延魚（ふじむら えんぎょ、1938年2月11日 - ）は、日本のホテルマン、国際観光ジャーナリスト。有限会社フジプラン代表取締役。元チョイスホテルズインターナショナル副社長兼日本支社長。現在は東京都杉並区在住。

## 来歴
長野県上田市小泉出身。長野県上田高等学校、1962年金沢大学文学部哲学科(人間学科)卒業。大学時代は馬術部に所属していた。
59歳まで約40年間、米国やマレーシア等世界各国のホテルで勤め、国際ホテルマンとして名が知られるようになる。東京のヒルトンホテルに勤務後、アメリカへ留学。フロリダ州立大学経営学部、サンフランシスコ市立大学ホテル経営学部卒業。
マレーシアのクアラルンプールに6年間滞在、リージェントホテル営業部長として勤務。
56歳で青山学院大学大学院国際経営修士(MBA)を取得。
フォーシーズンズホテルを経てチョイスホテルズインターナショナルでは副社長兼日本支社長を務めた。東洋大学短期大学観光学科の講師を務めた。ホテルマンとして働きながら、国内外の九つの大学に通い修士号を取得する。日本大学大学院博士後期課程人間科学専攻科出身。80歳になっても大学院に通っていた。
現在は、国際観光ジャーナリストとして出版物も手掛ける。
2009年には、上田市ゆかりの武将である真田幸村の活躍や生き方を歌った「真田幸村　男の美学」を自ら作詞作曲した。
『家、ついて行ってイイですか?』（2017年2月17日放送分）では、自宅の部屋を収録場所として貸し、そこから放送したことがある。

## 人物

### 家族
妻はシャンソン歌手の紫倉麻里子、息子は映画コメンテーター・ラジオパーソナリティーの有村昆。有村の元妻はニュースキャスターの丸岡いずみ。
誕生日と結婚記念日が同じ日。
藤村と妻の従兄弟が同級生なのが出会うきっかけで「花嫁に捧げる歌」を作詞作曲してプロポーズした。

### 趣味
馬術、寮歌、俳句、熱帯魚、料理

### 資格
生活習慣病予防指導士

### 所属団体
日本国際観光学会会員

## 著書
- 国際ホテルマンのユーモア文化講座 - 近代文芸社(1995)ISBN 978-4-7733-3288-9